# Widooie
Widooie (Limburgs: Bêdöj) is een dorp in de Belgische provincie Limburg en een deelgemeente van Tongeren-Borgloon, het was een zelfstandige gemeente tot aan de gemeentelijke herindeling van 1971.
Widooie ligt in het westen van de gemeente Tongeren nabij de gemeentegrens met Borgloon en Heers. De grens met Borgloon wordt deels gevormd door de Mombeek. Deze beek ontspringt in de buurt van het kasteel van Widooie en stroomt in noordelijke richting langs het dorp.
De dorpskom concentreert zich rond de Sint-Pancratiuskerk in de vallei van de Mombeek. Door lintbebouwing langs de centrale as is de oude kern uitgebreid in noordelijke en zuidelijke richting. Buiten de bebouwde kom loopt de hoogte op en leiden kleine veldwegen naar het Haspengouws Plateau.

## Etymologie
In 1176 werd melding gemaakt van de plaats Wido, later vermeld als onder meer Wydoe en Widoy. Dit toponiem bestaat uit twee elementen van Germaanse herkomst: wid en ooi(e). Het element wid komt voort uit withu (bos), terwijl de uitgang -ooie afgeleid zou zijn van ahwo (water). Widooie zou dus 'waterachtige weide in een bos' betekenen.
In het plaatselijk dialect evolueerde wid al vroeg tot bid en kwamen onder andere de vormen Bedey, Bêdöj en Bidoye voor. 
Oorspronkelijk duidde Bedey enkel op het noorden van het grondgebied en werd Wydoe gebruikt voor zowel de dorpskern als het volledige grondgebied. In middeleeuwse teksten kwamen beide benamingen dan ook regelmatig naast elkaar voor. Geleidelijk aan werd Widooie de officiële vorm en werd Bêdöj in de volksmond gebruikt om het ganse grondgebied aan te duiden.

## Geschiedenis
De tracés van de heirbaan Tongeren-Bonen en Via Belgica liepen in de buurt van het dorp en archeologische vondsten duiden op bewoning in de Romeinse tijd. Zo lag ten oosten van Widooie een aquaduct dat Atuatuca Tungrorum van water voorzag. De Romeinen maakten daarbij zoveel mogelijk gebruik van het natuurlijk verval van het landschap waardoor bovengronds weinig overblijfselen zichtbaar zijn. Desalniettemin vormt de loop van het aquaduct nog steeds de grens tussen Widooie en Koninksem.
In de 8e eeuw bezat Adalardus, de kleinzoon van Karel Martel en raadgever van Karel de Grote, belangrijke goederen in Widooie. Omstreeks 780 werd Adalardus verkozen tot abt van de abdij van Corbie en enkele jaren voor zijn dood schonk hij Widooie alsook heel wat andere goederen aan de abdij.
Omstreeks 1100 werd de Sint-Pancratiuskerk waarschijnlijk afgescheiden van de parochie van Haren. Het patronaatsrecht en tiendrecht was in bezit van het Onze-Lieve-Vrouwekapittel. 
Op gerechtelijk vlak maakte Widooie vanaf de 12e eeuw deel uit van de Tongerse stadsvrijheid. Het bestuur bleef echter in handen van de abten van Corbie. Vanuit de proosdij in Widooie beheerde een monnik-proost in naam van de abdij alle goederen in het prinsbisdom Luik. De proost stond in voor de inning van tienden en oefende de heerlijke rechten uit. De voogdij over de goederen was in het bezit van de graven van Loon. De proosdij verdween waarschijnlijk aan het begin van de 15e eeuw.
In 1559 schonk Karel van Bourbon, toenmalig abt van Corbie en aartsbisschop van Rouen, de goederen in erfpacht aan Godfried van Bocholt, de heer van Grevenbroek. Door de verkoop van de goederen en heerlijke rechten in 1585 werd Widooie een Luikse heerlijkheid die afhing van het Sint-Lambertuskapittel. In de 17e en 18e eeuw behoorden de heerlijke rechten toe aan de familie Vaes.
In 1795 werd de Tongerse stadsvrijheid afgeschaft en vervangen door een kantonnale municipaliteit. Na de opheffing van die municipaliteit werd Widooie in 1800 een onafhankelijke gemeente. Bij de gemeentelijke fusie van 1971 werd de gemeente Widooie samengevoegd met het naburige Bommershoven en Piringen. De nieuwe gemeente werd vernoemd naar het dorp Haren dat een onderdeel was van Bommershoven. In 1977 werd deze gemeente alweer opgeheven. Bommershoven werd een deelgemeente van Borgloon en Widooie werd samen met Piringen een onderdeel van de gemeente Tongeren. Tongeren ging op zijn beurt in 2025 op in de fusiestad Tongeren-Borgloon.

## Demografische ontwikkeling
- Bronnen:NIS, Opm:1831 tot en met 1961=volkstellingen

## Bezienswaardigheden
- Enkele Haspengouwse hoeves
- Kasteel Terhove, kasteel op domein van voormalige proosdij[4]
- Kasteel van Widooie, een gesloten kasteelhoeve uit de 17e eeuw
- Ongelukskruis aan de Herenweg met opschrift: B.V.D.Z. (Bidt voor de ziel) Van Zaliger Jean Royer Hier verongelukt door zijn paard Den 7 juli 1894 Oud 55 Jaren
- Sint-Pancratiuskerk, de parochiekerk uit 1845

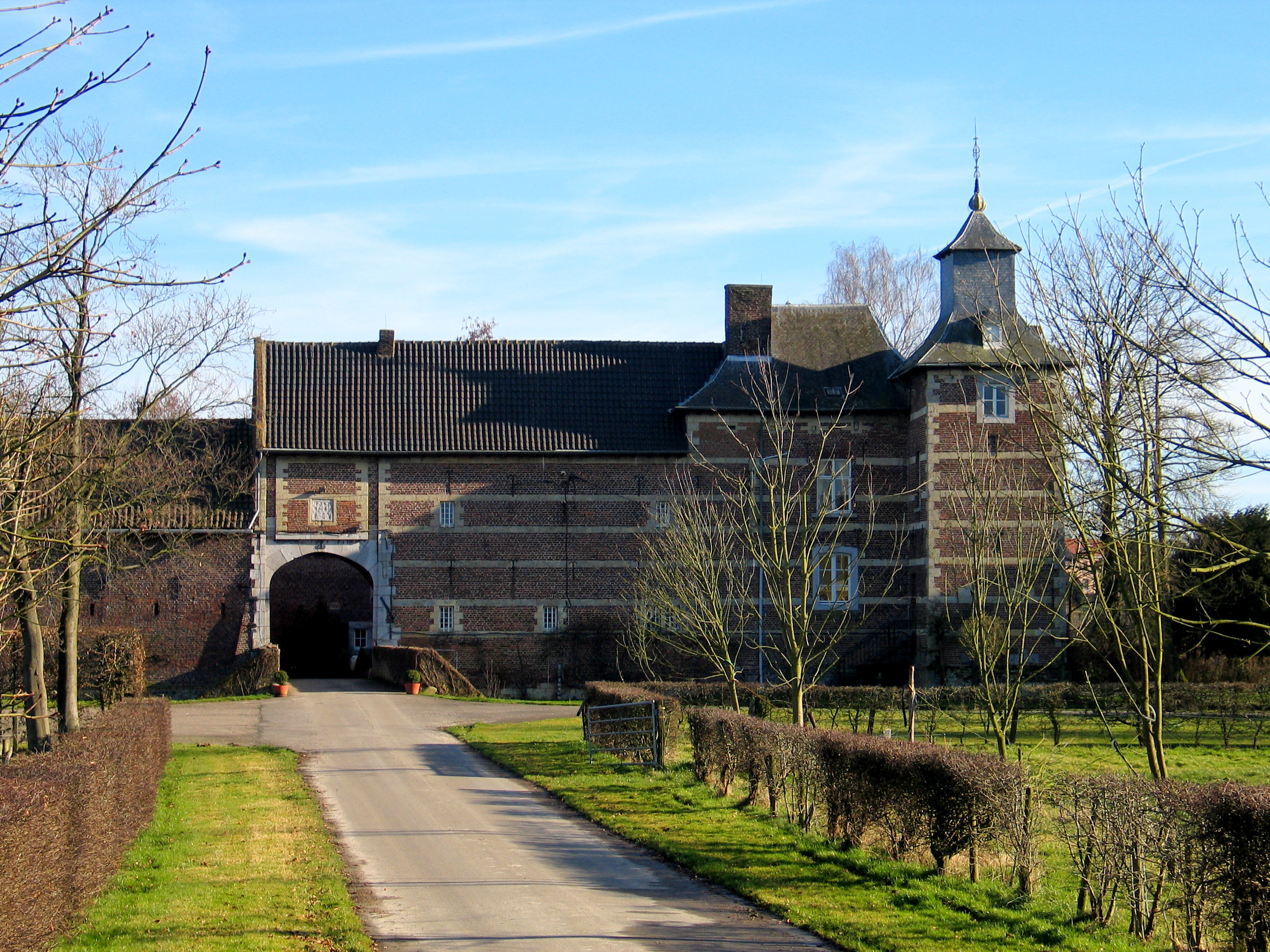
Kasteel van Widooie
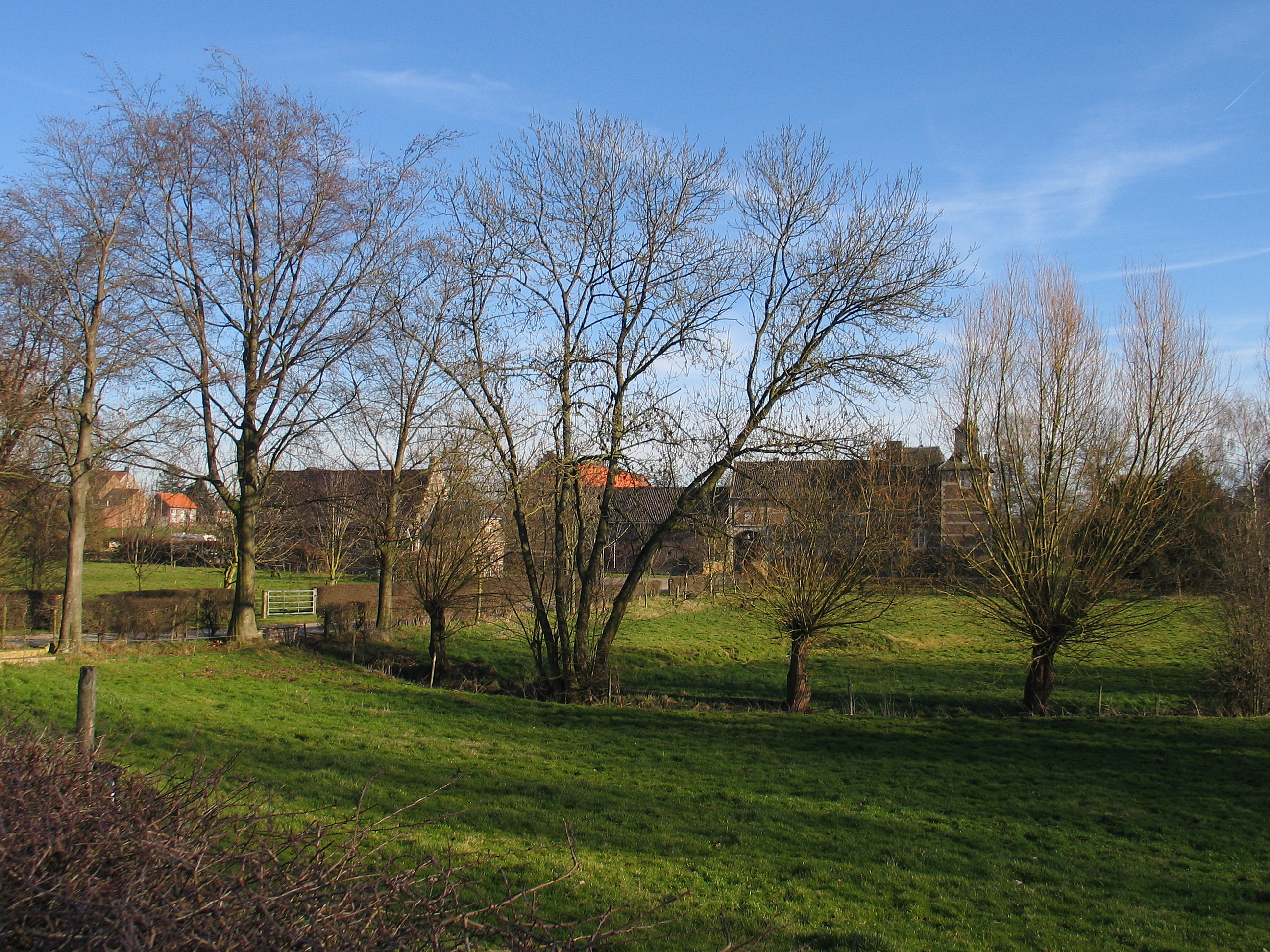
De Mombeek voor het Kasteel van Widooie
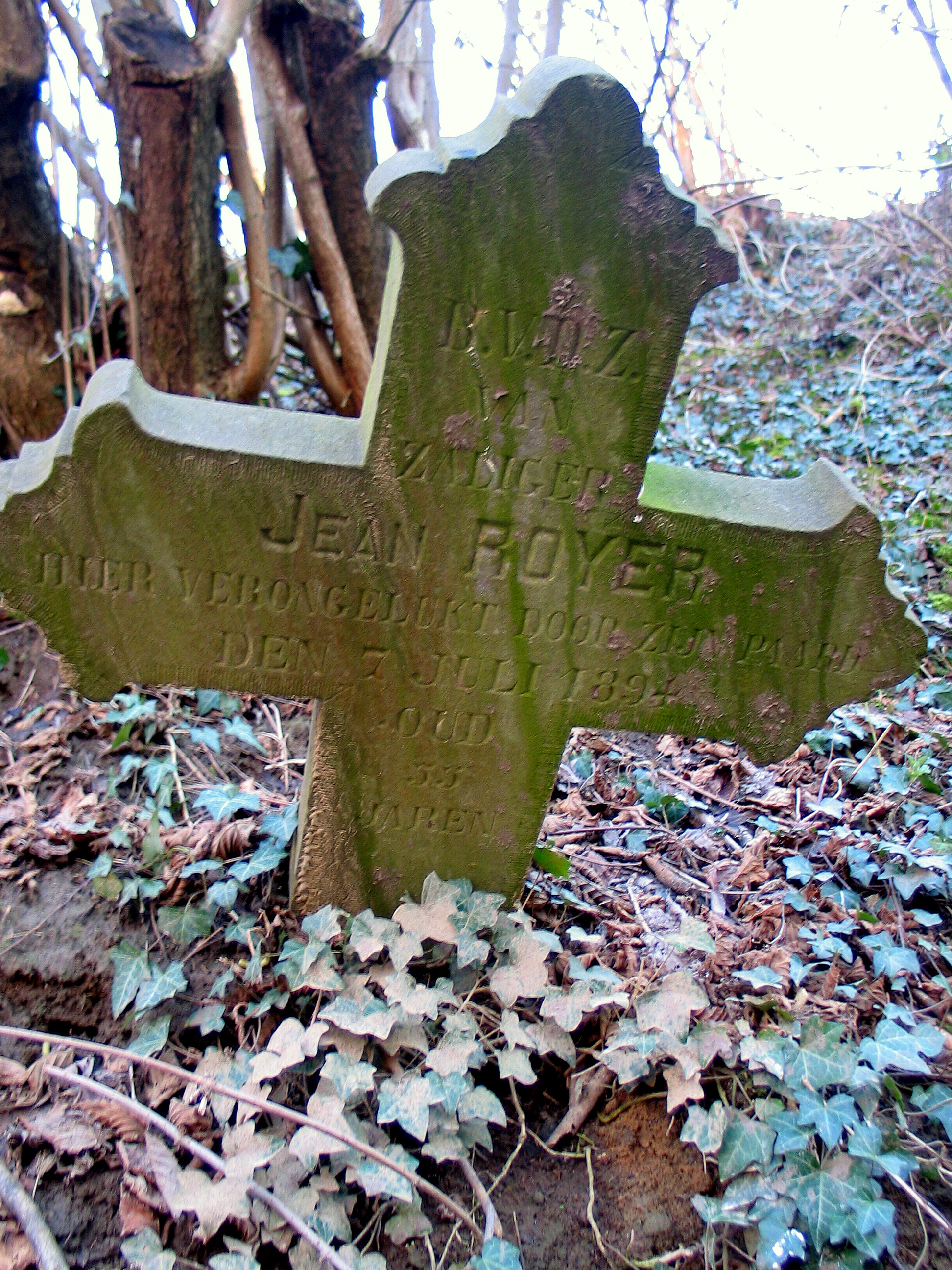
Ongelukskruis aan de Herenweg
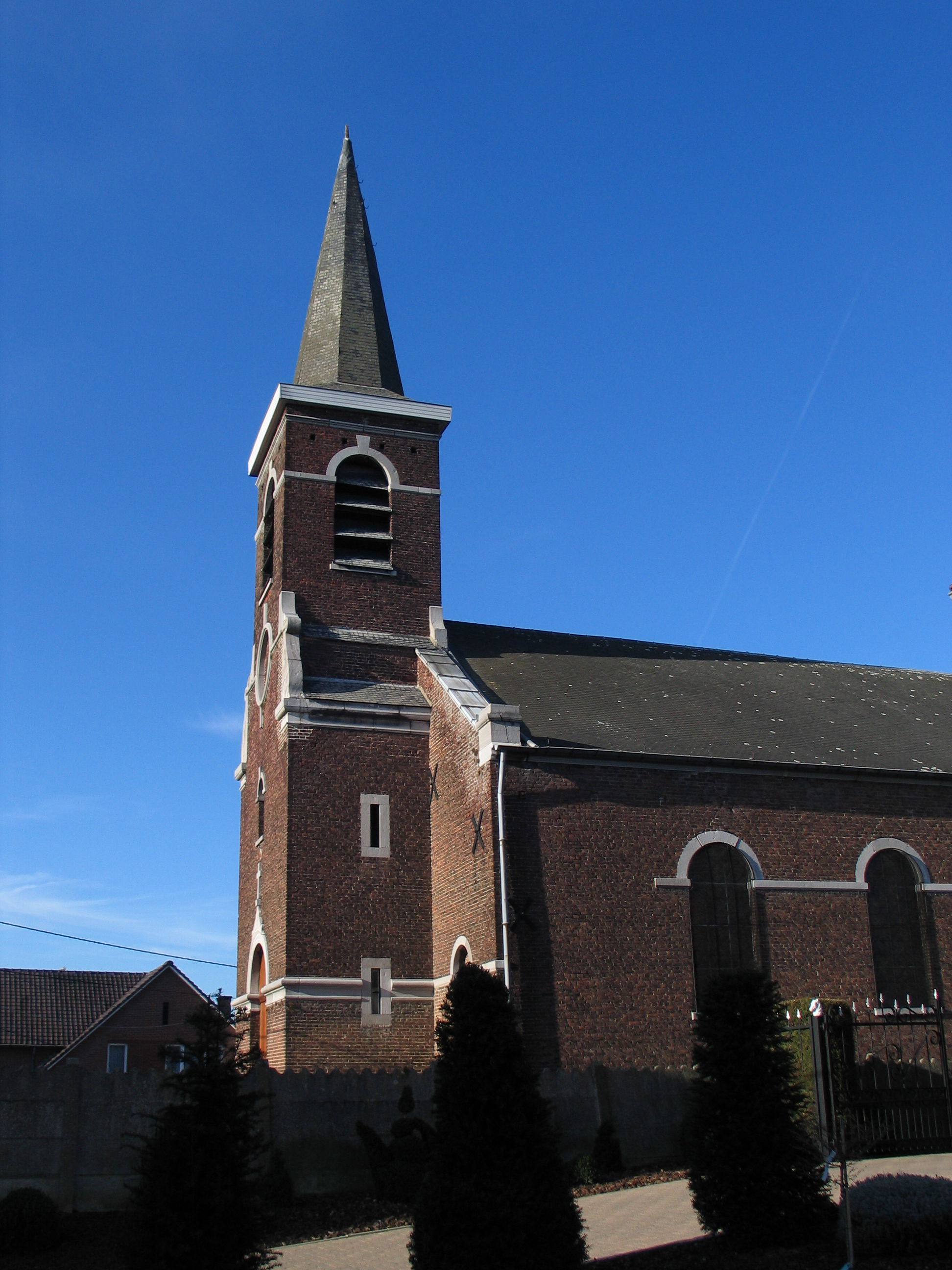
Sint-Pancratiuskerk

## Natuur en landschap
Widooie ligt op de scheiding tussen Droog- en Vochtig-Haspengouw. De hoogte varieert tussen 78 en 115 meter. De kern van het dorp ligt in het brongebied van de Mombeek op een hoogte van ongeveer 85 meter. 
In de vallei van de Mombeek is het landschap eerder gesloten en komen vooral graslanden, populierenaanplantingen en boomgaarden voor.
Ten oosten en zuiden van Widooie leiden kleine veldwegen naar het Haspengouws Plateau en neemt de hoogte toe tot 115 meter. Het hoogste punt van de deelgemeente bevindt zich op de grens met Koninksem even ten westen van de N69. Op het plateau is het landschap erg open en leent de lemige bodem zich voor akkerbouw.
Widooie is de enige plaats waar de ernstig bedreigde Europese hamster nog in de vrije natuur voorkomt. Lokale boeren krijgen financiële steun om de enkele tientallen diertjes te beschermen.

## Nabijgelegen kernen
Bommershoven, Haren, Koninksem, Lauw, Piringen, Vechmaal